# Държавно устройство на Таджикистан
Таджикистан е президентска република, където президентът е едновременно начело на държавата, на правителството и на многопартийната система. Законодателната власт се упражнява както от изпълнителната власт, така и от двете камари на парламента.
Парламетът, или Върховното събрание (Маджлиси Оли) се състои от две камари:
- долна камара, наречена Majlisi Namoyandagon, на представителите, съставена от 63 депутати, които се избират за срок от 5 години
- горна камара, наречена Majlisi Milliy, Народно събрание, което се състои от 33 депутати, които се избират за срок от 5 години

## Президент
Президентът на Таджикистан е държавен глава и стои начело на правителството и изпълнителната власт в страната, избира се чрез всеобщи избори за срок от 7 години, с право на едно преизбиране. Министър-председателят се назначава от президента. Съветът на министрите се назначава също от президента, като трябва да се одобри и от парламента. Президентът е едновременно държавен глава и ръководител на превителството и на многопартийната система.

## Изпълнителна власт
В Таджикистан се състои конституционален референдум на 22 юни 2003 г. (Конституцията от 2003 г.) Определя се лимит от два седемгодишни мандата за президента. Избирането на Емомали Рахмон за поста на президент през 2006 г. се брои за негов първи седемгодишен мандат по силата на Конституцията от 2003 г., и би могъл да бъде преизбран за втори мандат през 2013 г., като остане на поста си до 2020 г.
В тази географски разделена страна, постът на министър-председателя обикновено се заема от човек от север, за да балансира номинално южния произход на президента Емомали Рахмон. През 2004 г. изпълнителната власт попада още в началото под контрола на управляващата партия.

## Законодателна власт
Двукамерната законодателна власт е въведена чрез Конституцията от септември 1999 г., като преди това Таджикистан има еднокамерен парламент.
Законодателната власт в страната се осъществява от таджикския парламент – Маджлиси Оли. Той се състои от две камари – горната камара на представителите (Маджлиси мамояндоган) и долната – камарата на Народно събрание (Маджлиси миллӣ).
Двукамерният парламент (Majlisi Oli) включва 63-членното събрание на представителите (Majlisi namoyandagon), които съвещават целогодишно (от ноември до края на юни), и 33-членното Народно събрание (Majlisi milli), което съвещава поне два пъти годишно.
Членовете на Събранието на представителите се избират чрез преки всеобщи избори за 5-годишен мандат. 22 от 63 члена на Събранието на представителите се избират от партия, пропорционално на получените брой гласове от всяка партия, най-малко 5% от общия брой гласове.
Останалите членове се избират от единични избирателни райони.
В Народното събрание, ¾ от членовете се избират от местните депутати на Събранието на представителите от 4 главни административни деления на страната и градовете, подчинени пряко на централното правителство. Всяко от тези поднационални юрисдикции има право на равно представителство. Останалите членове се назначават директно от президента.
Проправителствената Народна демократиччна партия продължава да контролира двете камари на парламента след изборите през 2005 г. Тя печели 52 от 63 места в Събранието на представителите. През 2006 г. има 11 жени в Събранието на представителите и 5 в Народното събрание.
На изборите от 2005, както и при предходните, международните наблюдатели и опозиционните партии отчитат известни нарушения от страна на президента Емомали Рахмонов.

## Съдебна власт
Конституцията осигурява независима съдебна власт. Върховният съд е най-висшата съдебна инстанция. Други върховни съдилища са Върховен икономически съд и Конституционален съд, който разглеждат конституционални въпроси. Президентът назначава съдиите в тези три съдилища, с одобрението на законодателната власт. Съществува Военен съд. Съдиите от всички съдилища се назначават за срок от 10 години.
Въпреки че съдебната власт е номинално независима, както изпълнителната власт, така и престъпни групи имат значително влияние върху функциите на съдебната власт. Подкуп на слабоплатени и зле обучени съдии е често срещано явление.
Съдебната система е разделена на местно, областно, регионално и национално ниво. Всеки по-висш съд служи като апелативен за нивото по-долу. Обжалването на решение на съда е рядко, тъй като населението като цяло не се доверява на съдебната система. Конституционалните гаранции за право на адвокат и публичен процес често се пренебрегват. Презумпцията от съветско време за вината на подсъдимия остава в сила. Прокурорът провежда всички наказателни разследвания.

## Избирателна система
Избирателното право е достъпно за всички граждани, навършили 18 години. Нов избирателен закон през 2004 г., получава много международни критики за ограничителните изисквания към кандидатите за регистрация. Изборите изискват абсолютно мнозинство от гласовете, а ако никой кандидат няма мнозинство, вторият кръг се състои между първите 2 места.
Като контролира Централната избирателна комисия, режимът на Рахмон е натрупал значително влияние върху регистрацията на партиите, провеждането на референдум и избирателните процедури.
През 1999 и 2003 година референдум със съмнителна справедливост прави конституционални промени, които задържат Рахмон във властта. Международни наблюдатели установяват сериозни нередности при провеждането на президентски избори през 1999 г. Тогава само един кандидат от опозицията е допуснат до регистрация, а медиите са цензурирани. Шест партии участват в парламентарните избори през 2000 и 2005 г. Рахмон пречели преизбиране през ноември 2006 г., със 79% от вота срещу 4 малко известни опоненти. Международни наблюдатели отново констатират нередности. Три са основните опозиционни партии – Демократическа партия, Ислямска възродителна партия и Социалдемократическа партия, които бойкотират изборите.

## Политически живот
Политическият живот на Таджикистан остава белязан от паметта за гражданската война, която противопоставя политически и регионални групи между 1992 г. и 1997 г. Някои няблюдатели обясняват относителната политическа пасивност на населението чрез тази травма, което предпочита сегашната стабилност пред обещания за промяна, които винаги са рисковани.
Управляващата партия, Народна демократична партия на Таджикистан, разполага с голямо мнозинство в двете камари. Въпреки това, по изключителен начин за Централна Азия, има опозиция в парламента (четири депутата от Комунистическата партия, два депутата от Партията на ислямското възраждане). Това често води до разгорещени дебати в Парламента между политическите групи.
Международни наблюдатели обаче смятат, че парламентарните избори през 2005 г. са белязани от корупция и манипулиране на резултатите. Основните партии в опозиция бойкотират президентските избори през 2006 г., като обвиняват властта в подготовка на огромни фалшификации.
Емомали Рахмон е преизбран със 79,3% от гласовете.

### Политическо развитие
Таджикистан получава своята независимост по време на разпадането на СССР през 1991 г. Веднага след това (1992 – 1997 г.) изпада в гражданска война между старата легитимна гвардия и ислямската опозиция в страната. Други бойци и въоръжени банди, които процъфтяват в този граждански хаос, бележат по-скоро края на централната власт, а не вярност към политическа група. Пикът на военните действия е през 1992 – 1993 г. След 1997 г. основно правителството Kulyabi-led Tajik и Ислямската опозиция успешно се договарят за мирно споразумение за споделяне на властта, което да се приложи след 2000 г.
Таджикистан бавно се възстановява с интегрирано правителство и продължава да позволява на руското военно присъствие да пази границата ѝ с Афганистан и разполагането на руската моторизирана дивизия, която не напуска Таджикистан, дори след независимостта. Повечето от тези руски сили са местните таджикски подофицери и войници.
Както президентските избори (1999 г.), така и парламентарните (2000 г.) се смятат за погрешни и нелоялни, но протичат мирно. Включването в парламентарните избори на ислямската партия (Islamic Renaissance Party) и други партии представя подобрение на правото на таджикския народ да избере своето правителство. Таджикистан е единствената страна в Централна Азия, където религиозно свързана политическа партия е представена в парламента.
Преди свалянето на режима на талибаните през 2001 г., гражданската война в Афганистан предизвиква трансграничен ефект, който би могъл да доведе до дестабилизация на крехкия и трудно извоюван мир на Таджикистан. Лятото на 1999 и 2000 г., Ислямското движение на Узбекистан използва Таджикистан в бунтовническа кампания срещу правителството на Узбекистан. В същото време талибаните, които напредват в северен Афганистан, заплашват Таджикистан, че ще ги залеят с хиляди бежанци. Продължават да пренасят наркотици през Таджикистан от Афганистан за руския и европейски пазар, като оставят след себе си широка насилствена престъпност, корупция, повишаване на ХИВ и нарушаване на икономическата среда.
През 2002 г., стабилността в страната продължава да нараства.

### Права на човека
Спазването на правата на човека от страна на властта остава под въпрос. Свободата на пресата и правото на справедлив съдебен процес не са подсигурени. Насилието на силите на сигурност е трудно контрулируемо и има случаи на изтезания. Състоянието на затворите не е добро. Социалните и икономически права са допълнително намалени чрез обединяването на обществото след независимостта: детски труд, принудителен труд, дискриминация и насилие към жените са често срещани. Религиозните малцинства (евреи, протестанти) биват жертва на дискриминация и унищожаване на местата им за култ.

### Външна политика
Във външната политика на Таджикистан доминират проблемите със съседен Афганистан – риска от верижното разпространение от наркотрафик до ислямизъм. Таджикистан участва в много международни организаци, и получава важна подкрепа и помощ. Остава близък с Русия в рамките на Общността на независимите държави, но развива отношенията с други регионални сили, като Китай и Иран (Таджикистан подкрепя кандидатурата за Организацията за сътрудничество в Шанхай).
Иран е една от първите страни, които признават току-що придобилия независимост Таджикистан през 1991 и първата страна, която установява посолство в Душанбе. Иран осигурява дипломатическо подпомагане и построява нови джамии в Таджикистан. Въпреки многото общи неща, които двете нации имат помежду си, има и големи различия. Посткомунистическото правителство на Таджикистан е светско, докато това на Иран е ислямистко. През 1995 Таджикистан отваря първото си посолство в Техеран, едно от малкото извън бившия СССР. Оттогава отношенията между двете страни стават по-близки, като те си сътрудничат в енергийния сектор, а длъжностни лица и от двете страни подкрепят по-силни връзки.
Сътрудничеството между Русия и Таджикистан протича и в рамките на ШОС – Шанхайска организация за сътрудничество. Държавните ръководители на членуващите страни – Русия, Китай, Казахстан, Киргизстан и Таджикистан, а по-късно и Узбекистан, приемат поредица документи за функционирането ѝ. Организацията възниква като „Шанхайската петорка“ и е естествена реакция на някои държави от Централна Азия на появилите се тенденции регионът периодично да става обект на дестабилизация, поради рязкото активизиране на международния тероризъм, религиозния екстремизъм и етническия сепаратизъм. Кризата в световната икономика налага провеждане на отговорна валутно-финансова политика, контрол на движението на капиталите и осигуряване на енергийната сигурност. Особено значение има развитието на диалога по енергийната тематика. Основен момент остава борбата срещу тероризма, като за целта се планира да се използват оптимално възможностите на Регионалната антитерористична структура (РАТС) на ШОС, като се провеждат съвместни антитерористични мероприятия на територията на държавите членки и се гарантира техническа защита на информацията в РАТС. В рамките на ШОС най-развити са две направления на сътрудничеството: икономика и сигурност. Визията на управляващия елит в страните от ШОС все още се основава на стремежа за постигане на високи темпове на икономически ръст.

### Политически партии
В началото на 2000 г., независимите политически партии продължават да съществуват, но дейността им е ограничена, а влиянието – незначително. Управляващата Народна демократична партия набира сила като някои опозиционни лидери влизат в парламента, а други са дисквалифицирани от участие в изборите. Комунистическата партия на Татжикистан, която е номинална опозиционна партия и подкрепя президента Рахмон, губи подкрепа от 2000 г. Либералната Демократическа партия също губи подкрепа. През 1997 г. Рахмон отслабва опозицията, Съюз на Таджикската опозиция, като назначава лидера на движението Акбар Тураджонзода за заместник министър-председател. През следващите години Съюзът на Таджикската опозиция е политически засенчен от Ислямската възродителна партия.
През 2003 г. Ислямската възродителна партия губи главната си опозиция, след като забраната за религиозни партии приключва. Независимо от това през 2006 г. партиите все още не могат да получат помощ от религиозните институции, както напрежението между правителството и ислямските фракции остава. През същата година Ислямската възродителна партия е най-влиятелната опозиционна партия в Таджикистан, и единствената религиозно свързана партия, представена в националното законодателство на Централноазиатска страна. След смъртта на дългогодишния лидер на Ислямската възродителна партия, Саид Абдуло Нури през 2006, се заражда разделение от борбата за лидер на партията. Някои антиправителствени настроения се превръщат в радикални организации като Хизб ут-Тахрир, която е извън закона като терористична организация, а не като традиционна политическа партия. През 2006 г. са забранени 6 партии, включително една фракция на Демократическата партия, и са регистрирани 8 партии.